# Senjūrō Hayashi
Senjūrō Hayashi (Kanazawa, 23 de febrer de 1876—Tòquio, 4 de febrer de 1943) va ser un militar i polític japonès. Va ocupar el càrrec de primer ministre durant quatre mesos el 1937.
Nascut a la prefectura d'Ishikawa, fill d'un antic clan samurai de Kanazawa. Graduat a l'Escola Superior d'Ishikawa, feu carrera militar i es formà a l'Acadèmia Miliar i al Col·legi de l'Exèrcit.
Va servir a la Guerra russojaponesa, participant com a part de la 3a divisió de l'exèrcit al setge de Port Arthur. Posteriorment va ascendir ràpidament i ocupà diversos càrrecs de forma successiva: va ser cap del Col·legi de l'Exèrcit, comandant de la Divisió de la Guàrdia Imperial, i comandant de les forces estacionades a Corea. Mentre ocupava aquest darrer càrrec, va ordenar a les seves forces, sense permís del Govern a Tòquio, marxar cap a Manxúria, començant la invasió japonesa de la Xina que culminà amb la Segona Guerra Mundial al Pacífic. El 1932 va ser ascendit a general i el 1934 va succeir el general Araki Sadao com a ministre de guerra i intentà purgar de l'exèrcit els partidaris del seu predecessor, que tenien una inclinació feixista, i aconseguí l'expulsió de 5.000 oficials de càrrecs d'importància. Després de la renúncia com a ministre, el 1935 va rebre el càrrec al Consell Suprem de Guerra, del qual va renunciar l'any següent. El mateix any havia destituït el general extremista Masaki Jinzaburō, agreujant la rivalitat entre faccions dintre de l'exèrcit. Un any més tard es va retirar del servei militar, després del cop d'estat avortat el febrer de 1936.
El febrer de 1937 esdevingué Primer Ministre. Mentre el seu govern mantingué una política bàsica d'unitat religiosa i estatal a banda dels partits polítics, intentant que el Govern estigué per sobre de disputes de faccions i, per això, va exigir als membres del seu govern que renunciessin als vincles partidistes. No obstant això, les deliberacions al parlament es van encallar i després de donar suport al Shōwa-kai, un partit promilitarista, va dissoldre el parlament i convocà eleccions generals, amb la intenció i esperança d'establir un país de partit únic. Tanmateix, quan el partit de l'oposició arrasà a les eleccions, el govern en bloc va dimitir el mes de maig després de només quatre mesos de mandat.